# إيمانويلي بترديلوني
إيمانويلي بترديلوني (بالإيطالية: Emanuele Bardelloni)‏ (15 مايو 1990 ببريشا في إيطاليا - ) هو لاعب كرة قدم إيطالي في مركز الهجوم. شارك مع منتخب إيطاليا تحت 16 سنة لكرة القدم. أما مع النوادي، فقد لعب مع نادي فينيزيا ونادي كومو ويو أس بركوليتزه 1932 وFidelis Andria 2018 ‏.